# LP1
„LP1” este albumul de studio de debut a cântăreaței engleze si compozitoarei FKA twigs, lansat pe data de 6 august 2014 de Young Turks. FKA twigs a colaborat cu mai mulți producători pentru album, inclusiv Arca, Emile Haynie, Devonté Hynes, Paul Epworth și Clams Casino.
LP1 a primit aprecieri critice de când a fost lansat, și plasat de mare pe listele de cei mai multi critici la sfârșitul anului. Albumul a dat nastere trei singleuri: "Two Weeks", "Pendulum" și "Video Girl". Albumul a fost nominalizat pentru premiul Mercury 2014 și premiul Best Recording Package în 2015 la Grammy Awards.

## Lista pieselor
| Nr.             | Titlu           | Autor(i)                                     | Producer(s)                    | Lungime |  |
| 1.              | „Preface”       | FKA twigs                                    | FKA twigs                      | 1:46    |  |
| 2.              | „Lights On”     | FKA twigs Arca Tic                           | Arca                           | 4:24    |  |
| 3.              | „Two Weeks”     | FKA twigs Emile Haynie                       | Haynie FKA twigs               | 4:07    |  |
| 4.              | „Hours”         | FKA twigs Haynie Devonté Hynes Michael Volpe | Haynie Hynes Clams Casino Arca | 4:35    |  |
| 5.              | „Pendulum”      | FKA twigs Paul Epworth                       | Epworth FKA twigs              | 4:58    |  |
| 6.              | „Video Girl”    | FKA twigs Haynie                             | Haynie FKA twigs               | 3:47    |  |
| 7.              | „Numbers”       | FKA twigs Sampha                             | FKA twigs Sampha               | 3:43    |  |
| 8.              | „Closer”        | FKA twigs Tic                                | FKA twigs Cy An Tic            | 3:45    |  |
| 9.              | „Give Up”       | FKA twigs Haynie                             | Haynie Arca                    | 4:17    |  |
| 10.             | „Kicks”         | FKA twigs Joel Compass                       | FKA twigs Cy An                | 5:24    |  |
| Lungime totală: | Lungime totală: | Lungime totală:                              | Lungime totală:                | 40:46   |  |

| Japanese edition bonus tracks (EP1) |             |           |               |         |  |
| Nr.                                 | Titlu       | Autor(i)  | Producer(s)   | Lungime |  |
| 11.                                 | „Weak Spot” | FKA twigs | FKA twigs Tic | 3:43    |  |
| 12.                                 | „Ache”      | FKA twigs | FKA twigs Tic | 5:00    |  |
| 13.                                 | „Breathe”   | FKA twigs | FKA twigs Tic | 4:16    |  |
| 14.                                 | „Hide”      | FKA twigs | FKA twigs Tic | 2:59    |  |

| Limited deluxe edition bonus 7" vinyl |            |                |                |         |  |
| Nr.                                   | Titlu      | Autor(i)       | Producer(s)    | Lungime |  |
| 1.                                    | „One Time” | FKA twigs inc. | inc. FKA twigs | 4:16    |  |

## Clasamente
| Clasament (2011)                                          | Poziție maximă |
| --------------------------------------------------------- | -------------- |
| Australia (ARIA)                                          | 30             |
| Australia (Ö3)                                            | 42             |
| Belgia (Ultratop Flanders)                                | 16             |
| Belgia (Ultratop Wallonia)                                | 46             |
| Danemarca (Hitlisten)                                     | 14             |
| Țările de Jos (MegaCharts)                                | 60             |
| Franța (SNEP)                                             | 94             |
| Germania (Offizielle Top 100)                             | 50             |
| Irlanda (IRMA)                                            | 33             |
| Irlanda (Independent Albums IRMA)                         | 6              |
| Japonia (Oricon)                                          | 109            |
| Noua Zeelandă (RMNZ)                                      | 38             |
| Scoția (OCC)                                              | 34             |
| Elveția (Schweizer Hitparade)                             | 43             |
| Regatul Unit (OCC)                                        | 16             |
| Regatul Unit (Independent Albums OCC)                     | 1              |
| Statele Unite ale Americii (Billboard 200)                | 30             |
| Statele Unite ale Americii (Electronic Albums Billboard)  | 1              |
| Statele Unite ale Americii (Independent Albums Billboard) | 3              |

## Datele lansărilor
| Țară                       | Dată           | Format                    | Ediție         | Casă de discuri | Ref.                 |
| -------------------------- | -------------- | ------------------------- | -------------- | --------------- | -------------------- |
| Japonia                    | 6 august 2014  | CD                        | Standard       | Hostess         | [ 15 ]               |
| Australia                  | 8 august 2014  | CD Descărcare digitală    | Standard       | Young Turks     | [ 16 ] [ 17 ]        |
| Germania                   | 8 august 2014  | CD LP descărcare digitală | Standard       | Young Turks XL  | [ 18 ] [ 19 ] [ 20 ] |
| Germania                   | 8 august 2014  |                           | Limited deluxe | Young Turks XL  | [ 21 ]               |
| Irlanda                    | 8 august 2014  | CD descărcare digitală    | Standard       | Young Turks     | [ 22 ] [ 23 ]        |
| Franța                     | 11 august 2014 | CD descărcare digitală    | Standard       | Young Turks     | [ 24 ] [ 25 ]        |
| Regatul Unit               | 11 august 2014 | CD LP descărcare digitală | Standard       | Young Turks     | [ 26 ] [ 27 ] [ 28 ] |
| Regatul Unit               | 11 august 2014 | LP + 7"                   | Limited deluxe | Young Turks     | [ 29 ]               |
| Statele Unite ale Americii | 12 august 2014 | CD descărcare digitala    | Standard       | XL              | [ 30 ] [ 31 ]        |
| Australia                  | 15 august 2014 | LP                        | Standard       | Young Turks     | [ 32 ]               |
| Franța                     | 18 august 2014 | LP                        | Standard       | Young Turks     | [ 33 ]               |
| Franța                     | 18 august 2014 | LP + 7"                   | Limited deluxe | Young Turks     | [ 34 ]               |
| Statele Unite ale Americii | 25 august 2014 | LP                        | Standard       | XL              | [ 35 ]               |
| Statele Unite ale Americii | 25 august 2014 | LP + 7"                   | Limited deluxe | XL              | [ 36 ]               |